# Syllides bansei
Syllides bansei är en ringmaskart som beskrevs av Thomas H. Perkins 1981. Syllides bansei ingår i släktet Syllides och familjen Syllidae. Inga underarter finns listade i Catalogue of Life.